# 1930年精神治療法令
《1930年精神治療法令》（英語：Mental Treatment Act 1930）是英國國會的一項法令，准許精神不健全的人在精神病院接受門診治療，以及自願留院治療。該法令以「精神不健全的人」（person of unsound mind）及「精神病院」（mental hospital）取代了「精神病人」（lunatic）及「收容所」（asylum）這兩個術語。
該法令由《1959年精神健康法令》廢除。

## 延伸閱讀
- Digital Reproduction of the Original Act on the Parliamentary Archives catalogue （页面存档备份，存于）